# Janez Košir
Janez Košir, slovenski veteran vojne za Slovenijo.

## Odlikovanja in priznanja
- spominski znak Maribor - Dobova (24. februar 1998)
- spominski znak Hrast (24. februar 1998)